# De ludieke les
De ludieke les is een stripverhaal uit de reeks van Suske en Wiske. Het verhaal is speciaal geschreven door Marc Verhaegen voor Levenslijn Kinderfonds en verscheen in albumvorm op 9 september 2002.

## Locaties
Huis van tante Sidonia, terrein waar verkeersles op wordt gegeven

## Personages
Suske, Wiske, tante Sidonia, Lambik, Jerom, Tobias, Van Zwollem en zijn dochter Anne-Marie, Theofiel Boemerang

## Het verhaal
Lambik helpt tante Sidonia met de afwas. Als hij haar dure chinese servies wil opbergen, breekt het door toedoen van Suske en Wiske. Lambik besluit hen verkeersles te geven. Dan duikt Van Zwollem ook op en er ontstaat chaos. Ook zijn dochter verschijnt en Jerom en tante Sidonia doen ook mee. Hondje Tobias laat nog meer chaos ontstaan en dan komt ook Theofiel op de locatie. De remmen van zijn vrachtwagen werken niet, maar Jerom kan een ramp voorkomen. De vrachtwagen zit vol met pothelmen en de vrienden besluiten voortaan zo'n helm te dragen.